# Werner Schockemöhle
Werner Schockemöhle (* 2. November 1939; † 1. Februar 2000 in Lohne (Oldenburg)) war ein deutscher Unternehmer und Pferdezüchter.
Schockemöhle stammte aus einer dem Pferdesport sehr verbundenen Familie. Während seine Brüder Alwin und Paul zu den besten Springreitern der Welt aufstiegen, erwarb er sich einen hervorragenden Ruf als Pferdezüchter. 1999 wurde er von der Deutschen Reiterlichen Vereinigung mit der Gustav-Rau-Medaille, der höchsten Auszeichnung in der deutschen Warmblutzucht, geehrt. Sein Fachwissen schrieb er in zahlreichen Fachpublikationen nieder.
Als Unternehmer war der ausgebildete Rechtsanwalt und Notar Mitbegründer der RWS-Firmengruppe. Schockemöhle starb im Alter von 60 Jahren nach einem langjährigen Krebsleiden.

## Werke
- Werner Schockemöhle: Reiter. Pferde und Parcours. 1962
- Werner Schockemöhle, Werner Lutz: Deutsche Springreiter: Reiter, Pferde, Zuchtgebiete. Frankfurt am Main, 1970
- Arnim Basche, Hans-D. Dossenbach, Heinz Meyer, Werner Schockemöhle: Geschichte des Pferdes. Künzelsau, 1984
- Werner Schockemöhle Die großen Hengste Hannovers. Die besten Vererber der Hannoverschen Zucht, 1988, ISBN 3-921142-35-0

Mitautor in "Olympia der Reiter" 1976, Offizielles Dokumentarwerk der Deutschen Reiterlichen Vereinigung, proSport und Co.KG, München.
| Personendaten    | Personendaten                           |
| ---------------- | --------------------------------------- |
| NAME             | Schockemöhle, Werner                    |
| KURZBESCHREIBUNG | deutscher Unternehmer und Pferdezüchter |
| GEBURTSDATUM     | 2. November 1939                        |
| STERBEDATUM      | 1. Februar 2000                         |
| STERBEORT        | Lohne (Oldenburg)                       |